# ГЕС Нкула
ГЕС Нкула — гідроелектростанція на півдні Малаві. Знаходячись перед ГЕС Тедзані, становить верхній ступінь каскаду на річці Шире, котра дренує озеро Ньяса та впадає ліворуч в Замбезі.
Першу чергу ГЕС (станція А) ввели в експлуатацію у 1967 році. Невисока гребля допомагала відводити воду до прокладеного через правобережний масив дериваційного тунелю діаметром 4,2 метра та довжиною 1,25 км (при цьому по течії річки, що описує тут вигнуту на схід та південь дугу, відстань між греблею та машинним залом становить майже 3 км).
В 1970-х вирішили значно підсилити комплекс за рахунок спорудження за тією ж схемою другої черги (станція В). Для цього на заміну попередній звели нову кам'яно-накидну греблю висотою 7 метрів та довжиною 700 метрів, від якої проклали другий дериваційний тунель діаметром 8 метрів та довжиною 1,4 км. Обидві дериваційні системи включають наземні балансувальні камери баштового типу.
Машинний зал Нкула А обладнаний трьома турбінами типу Френсіс потужністю по 8 МВт, що при напорі у 57 метрів (до спорудження греблі за проєктом Нкула В напір складав 54 метри) повинні забезпечувати виробництво 171 млн кВт·год електроенергії на рік. Нкула В складається з п'яти турбін (три встановлені у 1980-му та по одній у 1986 та 1992 роках) того ж типу одиничною потужністю по 20 МВт, які при такому ж напорі мають річний виробіток на рівні 411 млн кВт·год.
Можливо також відзначити, що основним резервуаром, де накопичується ресурс для роботи каскаду, є одне з найбільших африканських озер Ньяса. При виході з нього Шире споруджена гребля Лівонде, котра регулює перепуск води з урахуванням потреб гідроенергетики.
Видача продукції відбувається по ЛЕП, що працює під напругою 66 кВ.
У 2010-х австрійська компанія Andritz отримала замовлення на модернізацію станції Нкула А зі збільшенням її потужності до 35 МВт. Завершення проекту запланували на 2018 рік.